# Славяново (Хасковская область)
Славяново (болг. Славяново) — село в Болгарии. Находится в Хасковской области, входит в общину Харманли. Население составляет 752 человека.

## Политическая ситуация
В местном кметстве Славяново, в состав которого входит Славяново, должность кмета (старосты) исполняет Йордан Тодоров Джуров (коалиция в составе 2 партий: Болгарская социал-демократия (БСД), Болгарская социалистическая партия (БСП)) по результатам выборов правления кметства.
Кмет (мэр) общины Харманли — Михаил Христов Лисков (коалиция трёх партий: Болгарская социалистическая партия, Болгарская социал-демократия, политический клуб «Фракия») по результатам выборов в правление общины.